# Akanu Ibiam nemzetközi repülőtér
Az Akanu Ibiam nemzetközi repülőtér (IATA: ENU, ICAO: DNEN) Nigéria egyik nemzetközi repülőtere, amely Enugu közelében található. Éves utasforgalma 321 017 fő (2017).

## Futópályák
A repülőtér futópályái:
- 08/26 (2402 m, 45 m, aszfalt)

## Forgalom
Az utasforgalom az elmúlt években az alábbi módon változott:
| Utasok száma | 197 783 | 201 064 | 276 035 | 301 744 | 211 225 | 337 530 | 378 864 | 321 017 | 389 852 | 524 859 |
|              | 2005    | 2007    | 2008    | 2011    | 2012    | 2014    | 2015    | 2017    | 2018    | 2021    |